# Mistrzostwa Europy w Lekkoatletyce 1950 – skok w dal kobiet

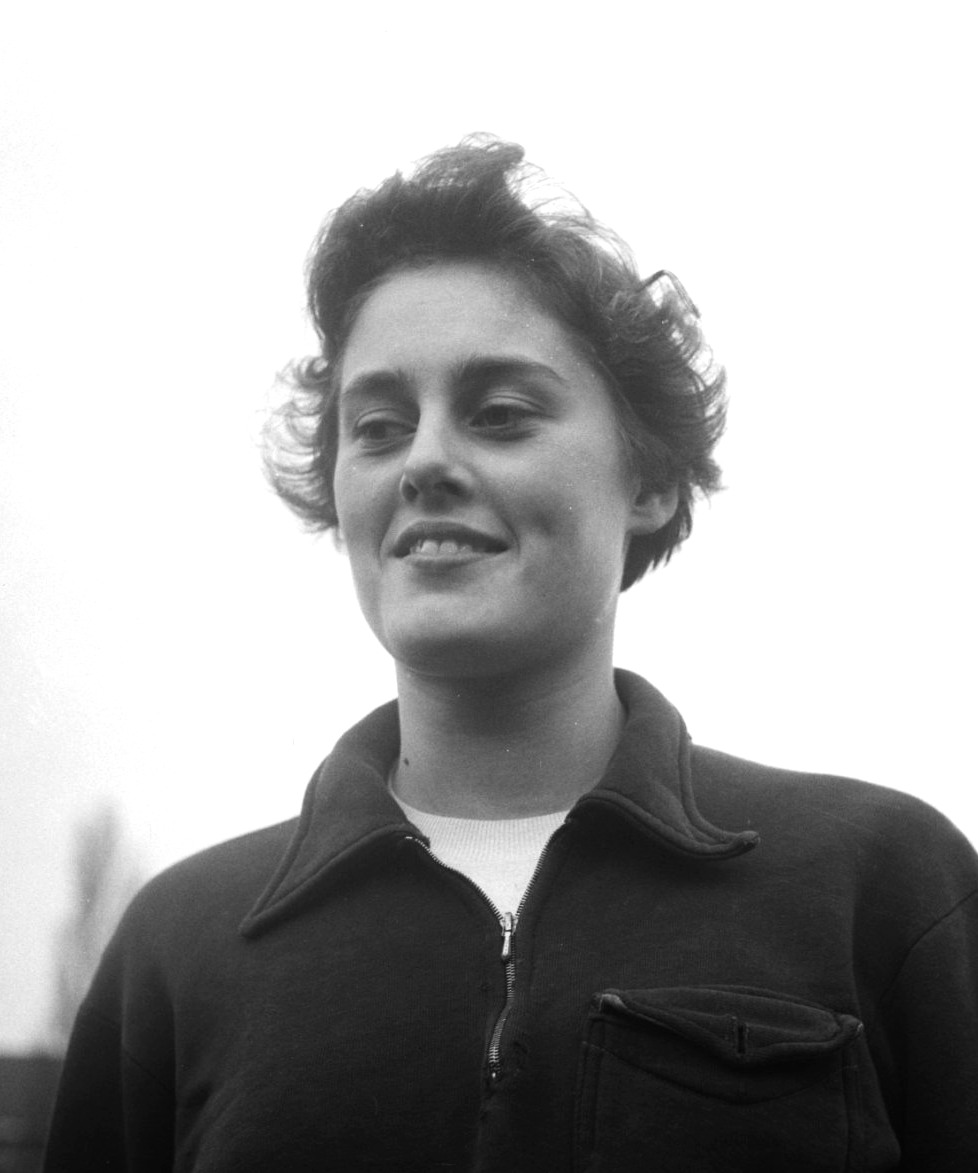
Willy Lust

Skok w dal kobiet był jedną z konkurencji rozgrywanych podczas IV Mistrzostw Europy w Brukseli. Rozegrano od razu finał 24 sierpnia 1950. Zwyciężczynią tej konkurencji została reprezentantka ZSRR Walentina Bogdanowa. W rywalizacji wzięło udział czternaście zawodniczek z siedmiu reprezentacji.

## Rekordy
| Rekord świata     | Fanny Blankers-Koen (NED) | 6,25 | Lejda, Holandia    | 19.09.1943 |
| Rekord Europy     | Fanny Blankers-Koen (NED) | 6,25 | Lejda, Holandia    | 19.09.1943 |
| Rekord mistrzostw | Irmgard Praetz (GER)      | 5,88 | Wiedeń, III Rzesza | 17.09.1938 |

## Wyniki
| Miejsce | Zawodniczka         | Wynik |
| ------- | ------------------- | ----- |
| 1       | Walentina Bogdanowa | 5,82  |
| 2       | Willy Lust          | 5,63  |
| 3       | Maire Österdahl     | 5,57  |
| 4       | Yvonne Curtet       | 5,38  |
| 5       | Silvana Pierucci    | 5,34  |
| 6       | Margaret Erskine    | 5,29  |
| 7       | Valerie Ann Webster | 5,29  |
| 8       | Tineke de Jongh     | 5,23  |
| 9       | Monique Jacquet     | 5,22  |
| 10      | Spomenka Koledin    | 5,22  |
| 11      | Nel de Vos          | 5,22  |
| 12      | Paulette Dussarat   | 5,09  |
| 13      | Milica Šumak        | 5,05  |
| 14      | Patricia Devine     | 4,95  |